# Deutschkatharinenberg
Deutschkatharinenberg ist ein Ortsteil der sächsischen Gemeinde Deutschneudorf im Erzgebirgskreis.

## Geografie

### Lage
Deutschkatharinenberg liegt etwa 9 Kilometer südöstlich von Olbernhau im Erzgebirge. Die Ansiedelung liegt zum Teil unmittelbar an der Deutsch-Tschechischen-Grenze, welche hier der Verlauf der Schweinitz markiert. Ein kleiner Siedlungsteil zieht sich in das Seitental eines der Schweinitz zufließenden Baches. Der Ort ist von ausgedehnten Waldgebieten auf deutscher und tschechischer Seite umgeben.
Durch den Ort führt die Staatsstraße 214 Olbernhau–Deutscheinsiedel, über eine Kommunalstraße besteht Anschluss an Oberseiffenbach.

### Nachbarorte
|               | Oberseiffenbach                             |                |
| Oberlochmühle | Kompassrose, die auf Nachbargemeinden zeigt | Deutschneudorf |
|               | Hora Svaté Kateřiny                         |                |

## Geschichte

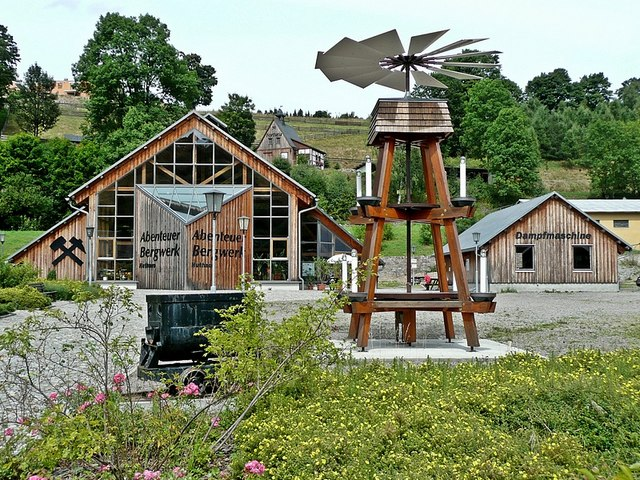
Besucherbergwerk Fortuna Stolln in Deutschkatharinenberg

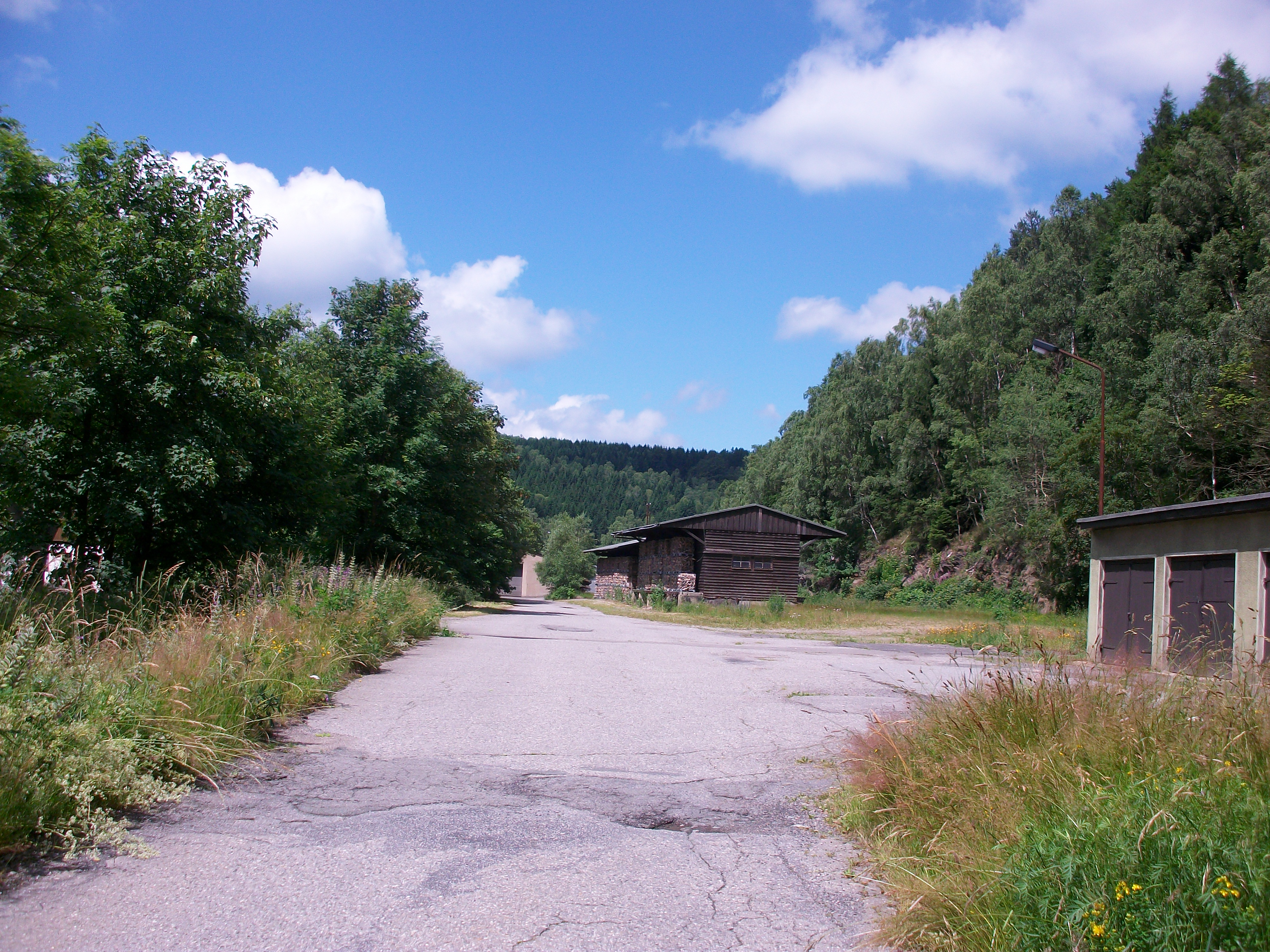
Bahnhof Deutschkatharinenberg (2016)

Der Faktor der Saigerhütte Grünthal, Augustus Rohdt, erhielt 1620 die Fortuna Fundgrube und die Pallas Fundgrube. Nach dem Ende des Dreißigjährigen Krieges und dem Auftreten der Pest war die Gegend nahezu menschenleer. Auf den entstandenen Rodeflächen wurden böhmische Exulanten angesiedelt. Ein Anthon Bähr wird 1663 als erster Siedler beym Sanct Catharinaberg bezeichnet. 1708 schreibt man den Ort Catharinenberg bzw.  St. Catharinenberg.
Mit dem Bau der Bahnstrecke Olbernhau-Grünthal–Deutschneudorf erhielt der Ort mit dem gleichnamigen Bahnhof am 3. Mai 1927 Eisenbahnanschluss. Bereits am 1. September 1933 wurde dieser wieder zur Haltestelle herabgestuft. Am 22. Mai 1966 wurde der Personenverkehr eingestellt, der Güterverkehr folgte am 26. September 1969. Gemäß einer Verfügung wurden 1971 alle Gleisanlagen sowie die stählernen Brückenüberbauten der Strecke abgebaut.
1955 wurde die Schule in Deutschkatharinenberg geschlossen, die Schüler wurden fortan in Deutschneudorf unterrichtet.
Der Fortuna-Stollen wird ab 1998 wieder aufgefahren, von der Bergsicherung Schneeberg saniert und zum Besucherbergwerk ausgebaut. Nebenbei wird auch nach den 1945 versteckten Kunstschätzen gesucht. Es wird vermutet, dass der Stollen eines der Verstecke des Bernsteinzimmers sein könnte.

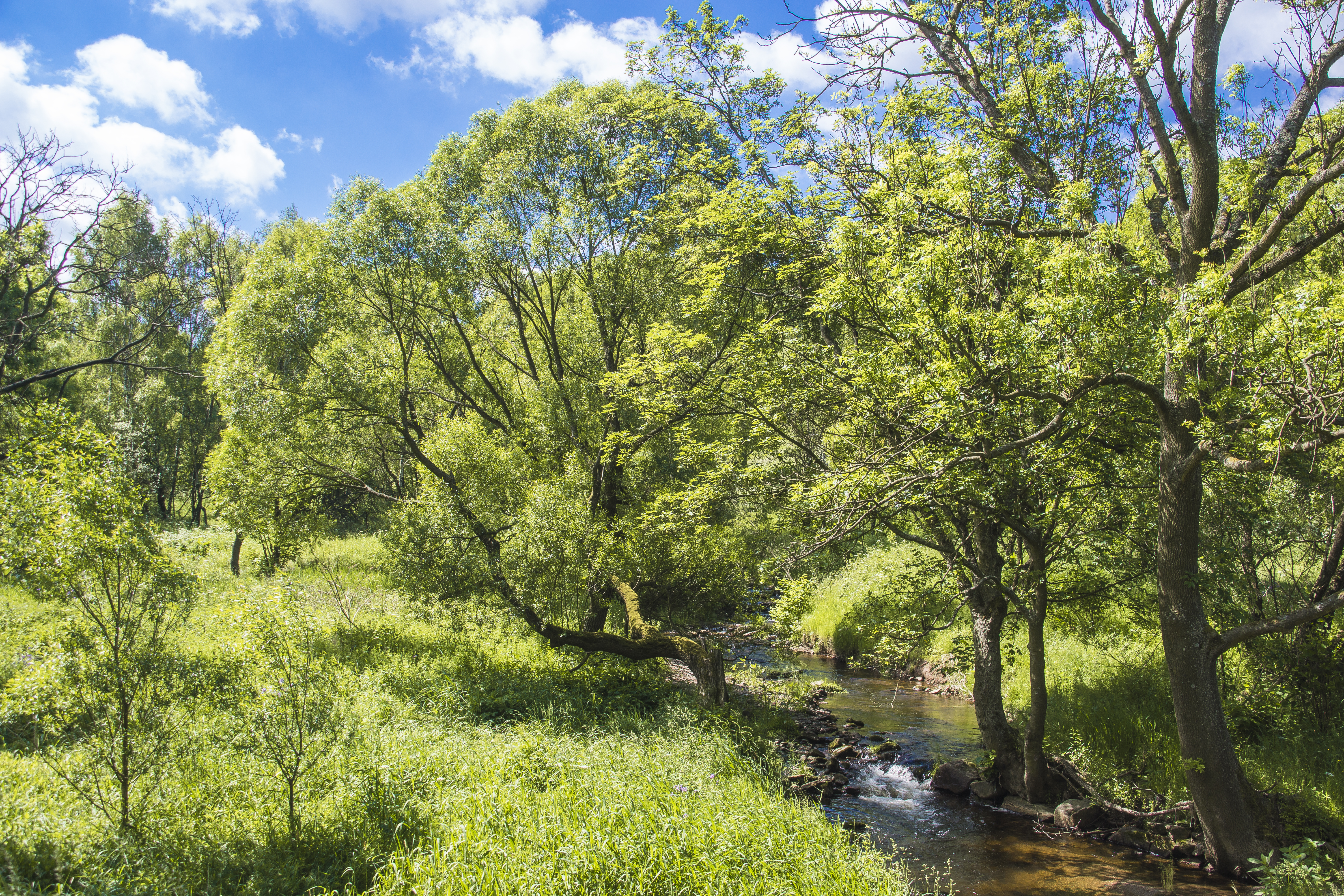
Grenzbach Schweinitz

## Entwicklung der Einwohnerzahl
| Jahr | Einwohnerzahl |
| ---- | ------------- |
| 1787 | 12 Häusler    |
| 1834 | 142           |

| Jahr | Einwohnerzahl |
| ---- | ------------- |
| 1871 | 192           |
| 1890 | 214           |

## Persönlichkeiten
- Leberecht Wilhelm Börner (* 1841 in Deutschkatharinenberg; † 1902 in Cämmerswalde), Lehrer und Autor